# Lyropteryx
Genre
Lyropteryx est un genre d'insectes lépidoptères de la famille des Riodinidae qui résident en Amérique du Sud.

## Dénomination
Le nom Lyropteryx leur a été donné par John Obadiah Westwood en  1851.

## Liste des espèces
- Lyropteryx apollonia Westwood, [1851]; présent au Brésil, au Pérou, en Bolivie et en  Équateur.
- Lyropteryx diadocis Stichel, 1910; présent au Brésil.
- Lyropteryx lyra Saunders, 1859; présent à Panama, au Mexique, en Colombie et en  Équateur et au Brésil.
- Lyropteryx terpsichore Westwood, 1851; présent au Paraguay et au Brésil.

### Source
- Lyropteryx sur funet